# Liam Hurst
Liam Hurst (sinh ngày 2 tháng 9 năm 1994) là một cầu thủ bóng đá người Anh thi đấu cho Shepshed Dynamo, ở vị trí tiền đạo.

## Sự nghiệp thi đấu

### Cambridge United
Hurst rời Cambridge United vào tháng 5 năm 2015 sau 6 trận quốc nội.

## Thống kê
| Mùa giải            | Câu lạc bộ          | Hạng đấu            | Giải quốc nội | Giải quốc nội | Cúp FA  | Cúp FA    | League Cup | League Cup | Khác    | Khác      | Tổng    | Tổng      |
| Mùa giải            | Câu lạc bộ          | Hạng đấu            | Số trận       | Bàn thắng     | Số trận | Bàn thắng | Số trận    | Bàn thắng  | Số trận | Bàn thắng | Số trận | Bàn thắng |
| ------------------- | ------------------- | ------------------- | ------------- | ------------- | ------- | --------- | ---------- | ---------- | ------- | --------- | ------- | --------- |
| 2011-12             | Cambridge United    | Conference Premier  | 1             | 0             | 0       | 0         | 0          | 0          | 0       | 0         | 1       | 0         |
| 2012-13             | Cambridge United    | Conference Premier  | 1             | 0             | 0       | 0         | 0          | 0          | 0       | 0         | 1       | 0         |
| 2013-14             | Cambridge United    | Conference Premier  | 0             | 0             | 0       | 0         | 0          | 0          | 0       | 0         | 0       | 0         |
| 2014-15             | Cambridge United    | League Two          | 4             | 0             | 0       | 0         | 0          | 0          | 0       | 0         | 4       | 0         |
| Tổng                | Tổng                | Tổng                | 6             | 0             | 0       | 0         | 0          | 0          | 0       | 0         | 6       | 0         |
| Tổng cộng sự nghiệp | Tổng cộng sự nghiệp | Tổng cộng sự nghiệp | 6             | 0             | 0       | 0         | 0          | 0          | 0       | 0         | 6       | 0         |